# 조병호 (프로게이머)
조병호(趙丙浩, 1982년 9월 24일 ~ )는 대한민국의 전직 스타크래프트 프로게이머였으며 프로게임단 코치였다. 아이디는 Eji, 종족은 프로토스.

## 약력
2002년 KOR(현 온게임넷 스파키즈)에 입단하며 프로게이머 활동을 시작하였다.
2004년 KTF 매직엔스(현 KT 롤스터)로 이적했다.
2006년 사실상 은퇴를 선언하였고 2006년 8월 28일부터 2009년 8월까지 KTF 매직엔스의 코치를 역임하였다.

## 수상 기록

#### 개인 기록

##### 개인리그
- 2002년 펩시트위스트배 KPGA 투어 3차리그 16강

##### 팀단위리그
- 2005년 2월 5일 SKY 프로리그 2004 3Round 준우승
- 2005년 2월 16일 SKY 프로리그 2004 그랜드파이널 4위
- 2005년 2월 26일 MBC무비스배 MBC게임 팀리그 4위
- 2005년 7월 30일 SKY 프로리그 2005 전기리그 준우승
- 2006년 1월 11일 SKY 프로리그 2005 후기리그 3위
- 2006년 2월 25일 SKY 프로리그 2005 그랜드파이널 준우승
- 2006년 7월 15일 SKY 프로리그 2006 전기리그 4위

#### 코치 기록
- 2009년 3월 22일 신한은행 위너스리그 08-09 3위

## 트리비아
- 외모에서 유래한 곰토스라는 별명이 있다. 이는 실제 그의 팬카페 이름(gomtoss)이기도 하다.